# Hazelwormachtigen
Hazelwormachtigen (Diploglossa) zijn een infraorde van hagedissen (Lacertilia), bestaande uit 3 families. De groep wordt ook wel samengevoegd met de varaanachtigen (Platynota) tot één grote groep: de Anguimorpha.

## Taxonomie
Infraorde Diploglossa
- Hazelwormen (Anguidae)
- Amerikaanse pootloze hagedissen (Anniellidae)
- Knobbelhagedissen (Xenosauridae)

Dibamia · Leguaanachtigen (Iguania) · Gekko-achtigen (Gekkota) · Skinkachtigen (Scincomorpha) · Hazelwormachtigen (Diploglossa) · Varaanachtigen (Platynota)